# Pietro Sammartini
Pietro Sanmartini (Florència (Toscana), 18 de setembre, 1636 - Idem. 31 de desembre, 1700), va ser un compositor i organista italià.

## Biografia
Pietro Sanmartini no està relacionat amb els dos compositors Giuseppe i Giovanni Battista Sammartini. Va assistir a l'escola de música de Giovanni Battista Comparini (al voltant de 1611–1659) a Florència i va ser ordenat sacerdot. A més de la seva ciutat natal, va treballar com a músic a Roma, Bolonya i Arezzo. Des de 1659 va viure a Florència, on l'any 1660, contra la resistència del director de banda Niccolò Sapiti (vers 1610–1678), va rebre el càrrec de vice mestre de capella a la catedral de Santa Maria del Fiore. Durant aquest temps va treballar regularment com a llaütista i clavecinista a la cort dels Mèdici, i també es va fer un nom com a professor de música. Des de maig de 1686 Sanmartini esdevingué primer mestre di Capella de S. Maria Del Fiore, però fou substituït el 1690. A partir de 1692, després de presentar el seu motet Beatus vir, fou catalogat com a membre compositor de l'Accademia Filarmonica Bologna. Sanmartini era amic de la família Veracini (Antonio Veracini i Francesco Maria Veracini). Stefano Corti va ser un dels seus alumnes.
Només algunes de les seves obres es van conservar per a la posteritat, incloent algunes obres vocals i instrumentals. Les seves Sinfonies (sonates) Op.2 de quatre parts són d'una importància duradora per al desenvolupament de la sonata polifònica de l'església italiana.

## Obres
- Partitura de motetti, a voce sola e b.c. Op.1 (Florència, 1685)
- 10 Simfonia per a 2 violins, Viola da Gamba i b.c. Op.2 (Florència, 1688)
- Beatus verge, 5 veus i instruments (1692)
- Miserere;
- 50 configuracions de salms
- 7 òperes, entre elles La rivalità favorevole (X. Aragona), (Florència, 1668) només sobreviuen com a llibrets
- Oratorio di S. Cecilia (Florència, 1692) només es conserva com a llibret
- Missa Veni sponsa Christi, 18 veus
- Missa bellica, 9 veus
- Arie da camera, (3 volums)
- Així com misses individuals, vespres, motets i obres instrumentals